# رود تالکیتنا
رود تالکیتنا (به انگلیسی: Talkeetna River) رودی است که در ایالات متحده آمریکا جریان دارد.